# Indy Regency Racing
Indy Regency Racing foi uma equipe norte-americana de automobilismo fundada por Sal Incandela.

## História
Sua estreia no automobilismo foi na Indy Lights, em 1991, tendo David Kudrave como piloto. Disputou a categoria até 1992, novamente com Kudrave pilotando o único carro da equipe.

### Mudança para a CART
Em 1993, migrou para a CART e se inscreveu para as 500 Milhas de Indianápolis daquele ano, com o francês Olivier Grouillard, ex-piloto de Fórmula 1. Pilotando um Lola-Chevrolet de 1992, Grouillard não conseguiu vaga no grid após um erro de seu engenheiro, que validou um tempo muito ruim por engano. Ele ainda disputaria o restante do campeonato, obtendo seu melhor resultado em Cleveland, com um 11º lugar. Para 1994, contratou o veterano holandês Arie Luyendyk, que participou em 15 provas e conquistou um pódio em Michigan, na segunda posição. Na etapa de Laguna Seca, o Lola-Ford foi pilotado por outro francês, Franck Fréon, que chegou em 18º. Após 2 anos na CART, a Indy Regency Racing decidiu não se inscrever para a temporada de 1995 e voltou para a Indy Lights.

### IRL
Após 5 anos na Lights, a IRR voltaria a competir na então Indy Racing League em 2000, participando apenas das 500 Milhas de Indianápolis com Johnny Unser (primo de Al Unser, Jr.), que largou em trigésimo e terminou a prova em 22º lugar, a 14 voltas do vencedor, o colombiano Juan Pablo Montoya.
Disputou ainda 2 provas em 2001 com Cory Witherill e as últimas 3 etapas da temporada de 2002, com o japonês Hideki Noda.

## Pilotos

### Indy Lights
- David Kudrave (1991-1992)

### CART
- Olivier Grouillard (1993)
- Arie Luyendyk (1994)
- Franck Fréon (1994)

### IRL
- Johnny Unser (2000)
- Cory Witherill (2001)
- Hideki Noda (2002)